# Gideon Adlon
Gideon Adlon (Los Angeles, 30 de março de 1997) é uma atriz e dubladora teuto-americana, mais conhecida por interpretar Becca Gelb na série The Society.

## Biografia
Em 2011, Gideon fez uma participação na série Louie, interpretando Amy no episódio "Niece". Após muitos anos, em 2016 ela voltou às telas numa outra participação, agora em Girl Meets World, interpretando a personagem Felicity. No mesmo ano, Gideon fez outro participação, na série de sua mãe, Better Things, interpretando Gina no episódio "Alarms". No ano seguinte fez novas participações, na série When We Rise, em Criminal Minds, e a mais significativa em American Crime, como Tracy. Após isso, Gideon foi escalada para a comédia Blockers, onde estrelou o filme junto com Leslie Mann, John Cena, Ike Barinholtz, Kathryn Newton e Geraldine Viswanathan. Em 2019 voltou ao cinema nos filmes The Mustang e Skin in the Game, atuando em papéis importantes para ambas as tramas. No mesmo ano estrelou a série The Society, junto com Kathryn Newton, Sean Berdy e Rachel Keller, interpretando Becca Gelb. A série foi cancelada pela Netflix em 2020. Sua personagem foi muito bem recebida pelo público e lhe abriu diversas portas. Após o papel, Gideon estrelou Witch Hunt no papel de Claire, filme dirigido por Elle Callahan, e participou do remake de The Craft em um papel importante.

## Vida Pessoal
Gideon é filha da atriz e produtora americana Pamela Adlon e de Felix Adlon. Seu avô paternal, Percy Adlon, é um diretor alemão, e seu avô maternal Don Segall, é um escritor e produtor americano. Tem duas irmãs, Odessa e Valentine Adlon. Gideon fez parte da banda Mother's Pride. Antes de começar a realmente investir na carreira de atriz, ela cursou fotografia na Chicago’s Columbia College.

## Filmografia

### Cinema
| Ano  | Título            | Papel   | Ref.                    |
| ---- | ----------------- | ------- | ----------------------- |
| 2018 | Blockers          | Sam     | [ 1 ] [ 6 ] [ 7 ] [ 8 ] |
| 2019 | The Mustang       | Martha  | [ 1 ] [ 9 ] [ 8 ]       |
| 2019 | Skin in the Game  | Haley   | [ 10 ]                  |
| 2020 | The Craft: Legacy | Frankie | [ 5 ] [ 11 ]            |
| TBA  | Witch Hunt        | Claire  | [ 5 ] [ 12 ]            |

### Televisão
| Ano  | Título           | Papel                     | Nota(s)                               | Ref.              |
| ---- | ---------------- | ------------------------- | ------------------------------------- | ----------------- |
| 2011 | Louie            | Amy                       | Episódioː "Niece"                     |                   |
| 2016 | Girl Meets World | Felicity                  | Episódioː "Girl Meets Triangle"       | [ 1 ]             |
| 2016 | Better Things    | Gina                      | Episódioː "Alarms"                    |                   |
| 2017 | When We Rise     | Annie Jones (adolescente) | Episódioː "Night III: Parts IV and V" |                   |
| 2017 | Criminal Minds   | Katie Hammond             | Episódioː "Hell's Kitchen"            |                   |
| 2017 | American Crime   | Tracy                     | Temporada 3, episódios 5 e 6          | [ 1 ] [ 8 ]       |
| 2019 | The Society      | Becca Gelb                |                                       | [ 1 ] [ 2 ] [ 3 ] |

## Dublagem

### Jogos
Gideon dublou a personagem Violet na quarta e última temporada do jogo The Walking Dead.

### Televisão
| Ano  | Título          | Papel      | Notas                                 | Ref.   |
| ---- | --------------- | ---------- | ------------------------------------- | ------ |
| 2020 | Day by Day      | Jacqueline | Episódioː "Carry Me Home"             |        |
| 2020 | Solar Opposites | Lydia      | Episódioː "The Matter Transfer Array" | [ 13 ] |